# Hend Al-mansour
Hend Al Mansour (1956) es una artista visual y médica saudí-estadounidense. Sus instalaciones y retratos de mujeres musulmanas exploran los sistemas de creencias religiosas y sociales de las comunidades árabes para expresar las desigualdades de género. 
Licenciada en cardiología y medicina interna, ejerció esta carrera durante veinte años. Tras obtener una beca, emigró a los Estados Unidos en 1997. Tres años después, cambió la medicina por el arte y se matriculó en el Women's Art Institute en la Universidad St. Catherine. 

## Biografía
Hend Al Mansour nació en Hofuf, Arabia Saudita, en 1956. Se licenció en medicina en la Universidad de El Cairo en 1981. Durante 20 años, Al Mansour trabajó como médica, una carrera que le proporcionó "libertad personal y autoestima". Practicó la medicina en Arabia Saudí en Hofuf y Riad hasta 1997, cuando emigró a los Estados Unidos, tras haber recibido una beca en la Clínica Mayo en Rochester, Minnesota. Durante su carrera médica, se licenció en medicina interna y cardiología.
En 2000, cambió la medicina por el arte y estudió en el Women's Art Institute de la Universidad St. Catherine. Al año siguiente fue ayudante de cátedra del programa. En 2002 obtuvo un máster en Bellas Artes por el Minneapolis College of Art and Desing (MCAD), donde tuvo como mentor a Aribert Munzner. Al-Mansour es artista de instalaciones, serigrafista y conferenciante. Su obra trata sobre las mujeres en el mundo islámico. Crea espacios que representan la vida privada de las mujeres a partir de telas serigrafiadas. Ha expuesto en Minnesota y otros estados de Estados Unidos, así como en Arabia Saudí y Emiratos Árabes Unidos. Está casada con David Penchansky, profesor de teología y escritor, y viven en St. Paul, Minnesota.

## Obra
La obra de Al Mansour explora los sistemas de creencias religiosas y sociales de las comunidades árabes, especialmente aquellos relacionados con las mujeres, la sexualidad y la comprensión del otro. Utiliza caligrafía árabe, imágenes de pueblos árabes, ornamentación y arquitectura islámica. Investiga el estado del arte árabe contemporáneo y cultiva su independencia del arte occidental y su distinción de otras identidades islámicas y de Oriente Próximo. Define a su público como gentes de su país, de Arabia Saudí y de Oriente Próximo porque son los que más fácilmente pueden identificarse con su obra y ella es parte de él. Como inmigrante estadounidense, se siente cómoda en Estados Unidos, pero explica que suele tener que hacer largas introducciones sobre el uso de símbolos rituales religiosos y feministas a mujeres y público no saudíes o árabes. 
Al Mansour suele representar a mujeres musulmanas en espacios arquitectónicos utilizando materiales fabricados con telas serigrafiadas o teñidas con henna. En sus imágenes pictóricas destacan figuras y rostros estilizados entrelazados con ornamentación islámica compuesta por formas repetidas y estampadas. 
En sus instalaciones a gran escala, Al-Mansour utiliza grandes láminas de seda, lana, lona u otros tejidos. Sus instalaciones se asemejan a santuarios, tiendas de campaña o mezquitas en las que el espectador puede entrar. Incluyen arcos, cúpulas, arena, cojines, alfombras, cuencos o esculturas geométricas, perfumes y esencias distintivas de Oriente Medio que reflejan aspectos de las personalidades y culturas de sus sujetos. 
En la exposición de 2014 titulada How to Be a Feminist Artist (Cómo ser una artista feminista), que tuvo lugar en la Galería Catherine G. Murphy de la Universidad St. Catherine, Al-Mansour analizaba el papel de las mujeres musulmanas en la sociedad moderna. En ella se mostraban elementos islámicos tradicionales como pasajes del Corán, diseños y motivos textiles árabes para expresar las desigualdades de género.  

## Exposiciones seleccionadas
- 2017: Radical Love: Female Lust (colectiva), The Crypt Gallery
- 2014: The Great Mother of Islam, Cathering G Murphy gallery Archivado el 5 de marzo de 2016 en Wayback Machine. Wayback Machine.
- 2014: How to Be a Feminist Artist, Catherine G Murphy gallery Archivado el 5 de julio de 2017 en Wayback Machine. the Wayback Machine.
- 2007: Continuity and Change (colectiva).
- 2007: Fatimah in America (individual).
- 2007: Arousat Al-Moulid (diseño y coreografía), en colaboración con Jawaahir Dance Company
- 2006: Prizm of longing (colectiva), The Phipps Center for the Arts
- 2005: Fatimah in America (3 women show), Sacred Art Festival in the University of St. Thomas
- 2004: Peac in the house (instalación teatral) , commissioned by Voices of Sepharad
- 2004: The three faces of Mary (individual), Wisdom Ways College of St. Catherine.
- 2003: Sheherazade Risking the Passage (Muslim women show), Mira Gallery Archivado el 29 de noviembre de 2014 en Wayback Machine., Wayback Machine patrocinada por WARM.
- 2002: Arab Eye (colectiva), Babylon art Gallery.
- 2001: Heightened Awareness (muestra de 2 mujeres), Catherine G Murphy gallery Archivado el 4 de julio de 2007 en Wayback Machine., Wayback Machine.